# 4983 Schroeteria
4983 Schroeteria (1977 RD7) là một tiểu hành tinh vành đai chính được phát hiện ngày 11 tháng 9 năm 1977 bởi N. S. Chernykh ở Nauchnyj.